# Batalla de Buenos Aires
La batalla de Buenos Aires fue un enfrentamiento bélico ocurrido el 18 de marzo de 1933 dentro de la guerra colombo-peruana donde un grupo de soldados del ejército colombiano y de la incipiente Fuerza Aérea atacaron el puesto peruano de Buenos Aires, ubicado en el Trapecio Amazónico que hace parte del Departamento Colombiano del Amazonas y que Perú había invadido, El hecho se dio un mes después del Combate de Tarapacá.

## Antecedentes
Tuvo lugar un mes después del combate de Tarapacá, en el que las fuerzas colombianas obtuvieron el control de la guarnición peruana de Tarapacá. Los peruanos seguían teniendo el control de Leticia y toda la zona sur del Putumayo. El general colombiano Alfredo Vásquez Cobo discutía con su pares sobre la decisión de invadir Güepí o atacar directamente a la bien protegida Leticia, tomándose la decisión de invadir Güepí.

## Combate
Un batallón del ejército colombiano sin autorización desde la conquistada Tarapacá arribaró en un asalto la guarnición de Buenos Aires tomando por sorpresa al ejército peruano y civiles que se encontraban en esa zona, cabe destacar que el lado colombiano logró derrotar al ejército peruano, logrando entrar y derrumbar las defensas de la guarnición. Los aviones de los expedicionarios bombardearon lo que quedaba de la guarnición y los soldados colombianos tomaron prisioneros a los peruanos e izaron la bandera colombiana. Aunque el ataque no hubiera contado con el permiso de los superiores, la victoria del combate sirvió para que Colombia obtuviera el control definitivo de la zona norte del ahora conocido Trapecio Amazónico y arrinconara a la ciudad de Leticia, controlada por las fuerzas peruanas.

## Actualidad
Actualmente es un caserío colombiano  donde vive la etnia ticuna, que tiene entre sus recuerdos la crueldad de la famosa Casa Cauchera Arana, de origen Peruano, que casi los lleva a la extinción en esta  región. No queda nada de la guarnición peruana, pero sigue existiendo el poblado que fue fundado por colonos peruanos.